# Drumul Moldovenesc
Drumul Moldovenesc (în limba latină Via Valachica ori Via Walachiensis, găsit și sub formele de Marele Drum Moldovenesc sau de Drumul Mare al Moldovei) în Moldova istorică a reprezentat porțiunea din drumul transcontinental dintre portul baltic Danzig și nord-vestul Mării Negre care, traversa Principatul Moldovei în diagonală. Această porțiune lega orașul Liov (centru comercial care avea tendința de a-și asigura monopolul legăturii comerciale terestre cu centrele comerțului italian din sudul Rusiei) de litoralul nord-vestic al Mării Negre (Cetatea Albă, Chilia și indirect, Caffa).
Preluând din a doua jumătate a secolului al XIV-lea rolul comercial anterior al Drumului Tătăresc din interfluviul Bug–Nistru, drept efect al întreruperii traficului prin Imperiul Mongol, Drumul Moldovenesc a presupus mai multe ramificații, acestea fiind menite să includă și alte orașe îndepărtate în comerț, astfel că, în speță ceea ce se înțelege prin „drum moldovenesc” a inclus rutele care traversau regiunea est-carpatică de-a lungul râurilor Siret, Prut și Nistru. Rețeaua de drumuri formată avea orientare spre Cetatea Albă (Moncastro), ramificații spre Chilia și Isaccea și două variante spre arealul Galați-Brăila (Dunărea de Jos). Datorită acestor rute, porturile Cetatea Albă și Chilia au devenit debușee la Marea Neagră ale Ligii Hanseatice, situată în nord-vestul Europei.
Această cale comercială a contribuit la apariția și dezvoltarea civilizației urbane în Moldova, iar împreună cu centrele care controlau legătura drumului cu marea au reprezentat o importantă sursa de venituri și deci un motiv de rivalitate și de conflicte, între puterile care au încercat să acapareze cât mai mult din aceste resurse.
Declinul său a început odată cu pierderea de către Principatul Moldovei a Cetății Albe și a Chiliei în 1484 în favoarea Imperiului Otoman și a continuat pe măsură ce teritoriul moldovenesc s-a redus, fiind încorporat imperiilor Țarist și Habsburgic. În același sens a contribuit fragmentarea traseului comercial ponto-baltic, controlat anterior o perioadă îndelungată în cea mai mare parte de Regatul Poloniei, acest drum fiind împărțit între Prusia, Imperiul Habsburgic, Imperiul Rus și Imperiul Otoman. Rețeaua sa edificată în Evul Mediu s-a destructurat, astfel, în perioada dintre sfârșitul secolului al XVIII-lea și începutul secolului al XIX-lea, epocă după care costurile de transport pe vechea cale comercială au devenit prohibitive.
Un rol similar celui pe care, Drumul Moldovenesc l-a avut în Regatul Poloniei și în Moldova, l-a avut în Regatul Ungariei și în Țara Românească, Drumul Brăilei.

## Variante de nume
Drumul Moldovenesc (în limba latină Via Valachica sau Via Walachiensis) este numit și Marele Drum Moldovenesc sau Drumul Mare al Moldovei.
Porțiunea de drum care venea din Polonia pe direcția Liov–Halici–Colomeea–Sniatyn, trecea peste Prut prin vadurile de la Cernăuți și de aici cobora pe valea Siretului spre târgul Siret și ulterior spre Suceava, mai era cunoscută și ca Drumul Liovului sau drumul mare al Cernăuțiului. De la Siret mai era cunoscută și ca drumul lui Iancul Voievod sau drumul către Suceava.
Pe relația Iași–Hârlău–Suceava–Siret segmentul mai purta și numele de Drumul Siretului, iar pe relația Iași–Lăpușna–Tighina segmentul mai era denumit și Drumul Tătăresc (aflându-se pe comunicația Suceava–Caffa).

## Context
Un rol similar celui pe care, Drumul Moldovenesc l-a avut în Regatul Poloniei și în Moldova, l-a avut în Regatul Ungariei și în Țara Românească Drumul Brăilei. Cele două drumuri precum și centrele care controlau legătura lor cu marea au devenit sursa unor importante venituri, drept care au fost în mod inevitabil obiect de rivalitate și de conflicte armate între puterile care încercau să acapareze cât mai mult posibil din aceste resurse.

### Comerțul ponto-baltic
| Imagine indisponibilă                                                        |  | Imagine indisponibilă |
| Rute comerciale, colonii și agenții comerciale venețiene în secolele XV/XVI. |  | Teritorii ale Republicii Genova (arealele de influență economică sunt figurate cu roz) în zona Mediteranei și a Mării Negre în jurul anului 1400. |

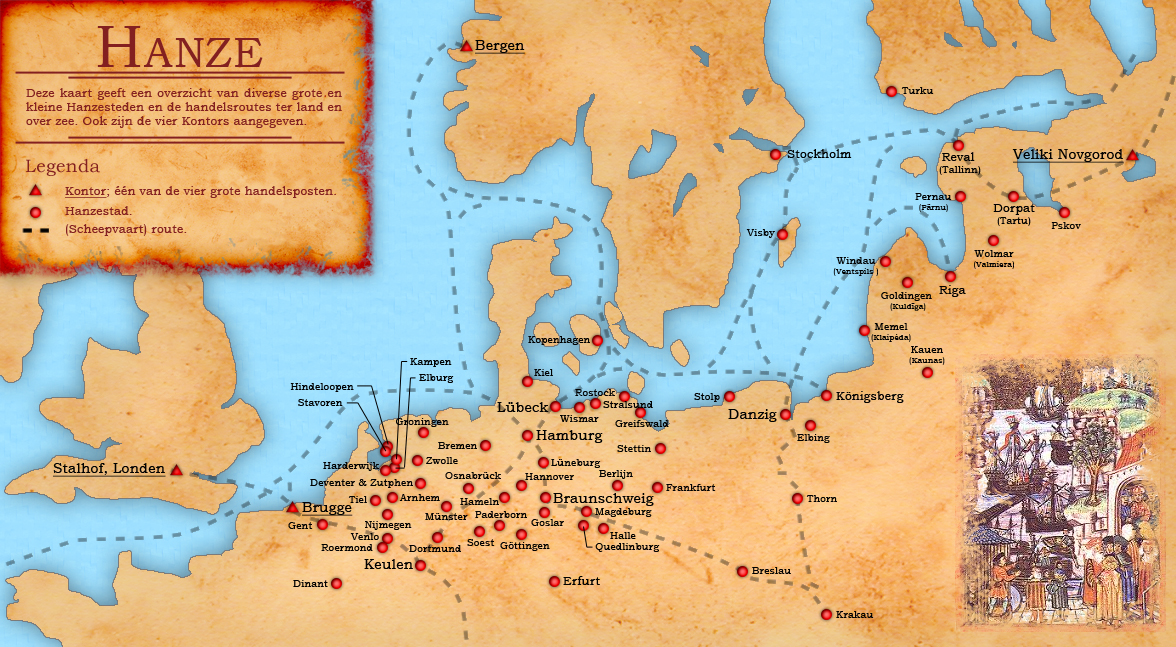
Orașele Ligii Hanseatice

După Marea invazie mongolă din secolul al XIII-lea, partea de nord-vest a Mării Negre a devenit un areal foarte atractiv pentru comercianții Republicii Genoveze legați de Imperiul Bizantin, spre această zonă debușând de pe trasee eruasiatice transcontinentale, mărfuri asiatice dorite de negustorii Ligii Hanseatice baltice. Aflat la mijlocul distanței ponto-baltice, Livoul a devenit placa turnantă a acestui comerț și orașele situate pe traseul dintre cele două bazine maritime a beneficiat de un aflux de comercianți orientali, în primul rând armeni.
Este de menționat că, traseul prin Principatul Moldovei a reprezentat doar una dintre cele două variante a comunicației dintre Regiunea Baltică și nord-vestul Mării Negre care se despărțeau la Liov, cealaltă variantă fiind reprezentată de Drumul Tătăresc. Acesta, pornind din Liov utiliza, aproximativ, între Liov și Caffa interfluviul dintre bazinele Nistrului și Bugului, trecând prin Tarnopol și Camenița.
Numit pe atunci Lemberg, orașul Liov a devenit în secolul al XIV-le centrul comercial principal al Galiției și a monopolizat legătura comercială terestră prin Podolia cu centrele comerciale genoveze din sudul Rusiei, aceasta reprezentând unul dintre itinerariile comerciale continentale care stabileau contactul cu Orientul și asigurau schimbul cu produsele sale.

### Decăderea Drumului Tătăresc
Apariția rutei comerciale prin Liov care se orienta spre gurile Dunării și litoralul Mării Negre s-a datorat deturnării unei părți din activitatea comerciale prin regiunile dunărene, drept efect al întreruperii traficului prin Imperiul Mongol. Cele două variante de comunicație dinspre nordul spre sudul istmului ponto-baltic au avut astfel o evoluție diferită, datorită faptului că Drumul Tătăresc traversa o regiune de silvostepă deschisă spre stepele din nordul Mării Negre, fiind astfel mai vulnerabil. Ca și consecință traseul moldovenesc a crescut în importanță.
Amplificarea conflictelor dintre tătari și creștini, precum și extinderea dominației Marelui Ducat al Lituaniei spre litoralul pontic succesiv victoriei sale împotriva tătarilor la Apele Albastre, în 1362 sau 1363, au determinat stoparea folosirii Drumului Tătăresc de către polonezi. Fenomenul respectiv a fost favorizat și de constituirea Principatului Moldovei, ai cărui conducători au protejat drumul comercial, au acordat privilegii atractive negustorilor și au instituit o pază eficace pe întregul traseu aflat între granițele statului.

## Trasee
Aflat sub controlul statului moldovenesc, Drumul Moldovenesc a reprezentat porțiunea din drumul transcontinental dintre portul baltic Danzig și nord-vestul Mării Negre care, traversa Moldova în diagonală. Această porțiune lega orașul Liov de litoralul nord-vestic al Mării Negre, orientându-se spre spre Cetatea Albă situată la vărsarea Nistrului și spre cetatea Chilia aflată pe brațul nordic al Deltei Dunării (Cetatea Albă reprezentând principalul port al Liovului la Marea Neagră). Respectiva cale comercială presupunea mai multe ramificații, acestea fiind menite să includă și alte orașe îndepărtate în comerț, astfel că, în speță ceea ce se înțelege prin „drum moldovenesc” includea rutele care traversau regiunea est-carpatică de-a lungul râurilor Siret, Prut și Nistru.
În partea nordică, acesta folosea dinspre nord spre sud culoarul natural format din văile carpatice ale bazinelor superioare ale râurilor Nistru, Prut și Siret, trecând prin Siret, Suceava și Iași (capitalele succesive ale Principatului Moldovei) și urmând mai apoi spre sud cele mai scurte și accesibile trasee din interfluviile Prut-Nistru și Siret-Prut. De la Iași, șleahul numit în amonte „Drumul Siretului”  se orienta prin vadul Prutului de la Țuțora și Lăpușna la sud-est spre Cetatea Albă (Moncastro), prin Tighina, din el desprinzându-se la Lăpușna drumul care ducea la Chilia. (un alt drum terestru, separat, lega Chilia de Cetatea Albă).

Drumul Moldovenesc pe harta Principatului Moldovei.

Din traseul drumului, în zona Sucevei se desprindeau două variante care convergeau spre arealul Galați-Brăila (Dunărea de Jos), ambele cu caracter transcontinental și etichetate ca fiind „drum mare” (în limba latină latină magna viae, Drumul Mare al Moldovei și respectiv Marele Drum Moldovenesc):
- una prin Botoșani–Iași–Tecuci care traversa o regiune agricolă.[1]

- una prin valea Siretului[1] prin Roman–Bacău–Adjud–Tecuci[4] care traversa o regiune mixtă, agricolă și forestieră. Aceasta valorifica resursele reprezentate atât de lemnul pădurilor cât și sarea provenită de la Târgu Ocna (resursă exportată masiv spre zona Rusiei), drept care drumul dintre Bacău și Târgu Ocna se mai numea și Drumul Ocnei.[1]

În mod treptat, drumurile principale s-au ramificat pe direcția est-vest și au structurat o rețea închegată care, a folosit ca puncte de trecere vadurile principalelor cursuri de apă (locații unde de obicei se plătea o taxă), trecătorile montane ale Carpaților și șeile Podișului Moldovei. Edificarea căilor de comunicație transversale din Moldova care, veneau peste Carpați, s-a făcut inițial în relație cu Drumul Tătăresc, putându-se identifica trei aliniamente pe direcția est-vest ale principalelor orașe moldovenești:
- Cernăuți–Hotin care intersecta Nistrul prin Drumul Hotinului la Moghilău[14]
- Câmpulung Moldovenesc–Suceava–Botoșani–Ștefănești (Prut)–Bălți–Soroca spre Iampol[14]
- un aliniament nu foarte bine conturat pornind din Ținutul Neamțului și Bacăului spre Roman–Târgu Frumos–Iași–Țuțora, iar mai apoi spre Lăpușna și Orhei.[14]

Rețeaua majoră de drumuri avea ca bază patrulaterul format de orașele Suceava, Botoșani, Roman și Iași și avea ramificații pe direcția următoarelor comunicații:
- pe axa Europa Centrală–bazinul Niprului mijlociu:[18]

- Drumul Sucevei (Drumul de Sus): comunicația spre nordul Transilvaniei prin Pasul Tihuța–Bistrița și Pasul Rotunda–Rodna.
- Șleahul Sorocii: prin Botoșani–Ștefănești (Prut)–Bălți–valea Răutului–Gura Camencii–Soroca. De aici se îndrepta spre Vinița și Kiev.

- spre axa Europa Centrală–Constantinopol:[18]

- Drumul Brașovului (Drumul de Jos): pornea din valea Siretului prin Bacău–Târgu Trotuș–Pasul Oituz
- Drumul Muntenesc: spre București prin Tecuci–Focșani 

- spre axa Drumului Tătăresc:[18]

- Drumul Hotinului: Cernăuți–Hotin și mai departe spre Camenița. De la Hotin acesta se continua prin Podișul Hotinului–Soroca–Orhei–Chișinău. Spre Camenița se putea merge prin Hotin inclusiv dinspre Iași sau Botoșani.
- Drumul Vizirului: utilizat cu precădere de negustorii și emisarii din Imperiul Otoman, traversa Dunărea pe la Isaccea (una dintre localizările presupuse ale Vicinei)–Oblucița și continua pe cursul inferior al Prutului până se întâlnea cu porțiunea de drum dintra Iași și Lăpușna.

Sintagma Drumul Tătăresc se găsește folosită și în legătură cu comunicația Suceava–Caffa care, desprinzându-se din Iași intercepta prin Lăpușna vadul de la Tighina, între Tighina și Caffa aceasta fiind practic o variantă a Drumului Tătăresc.
În cadrul rețelei, orașele Cernăuți, Hotin, Suceava, Botoșani, Bălți,Roman, Iași, Bacău, Onești, Tecuci și Focșani erau veritabile noduri rutiere. Numeroase alte drumuri secundare uneau principalele orașe și târguri ale principatului, de-a lungul văilor sau interfluviilor.

## Rol intern
Deschidere Drumului Moldovenesc a atras suzeranitatea⁠(en)[traduceți] poloneză asupra Moldovei, iar conform opiniei lui Ștefan S. Gorovei ar fi putut fi o cauză directă, datorită rolului său economic, implicată în apariția primei emisiuni monetare a principatului. Mai mult, împreună cu toate ramificațiile sale acesta a contribuit la apariția și dezvoltarea civilizației urbane în Moldova, promovând înființarea primelor târguri din areal și a rețelei acestora.
Până la mijlocul secolului al XVI-lea, Marele Drum a fost sursa principală de de venituri a statului moldovenesc, prin taxele vamale achitate de comercianți la vămile externe și interne. Deși regulile vamale se aplicau într-un mod unitar, ele prioritizau însă fluxul de mărfuri prin taxe preferențiale, pe direcția nord-sud. Acestor venituri li se alătura prada de război și moneda rezultată din produsele exportate
Odată cu pierderea Cetății Albe și a Chiliei în 1484 însă, în favoarea Imperiului Otoman, Moldova lui Ștefan cel Mare a pierdut mari surse de venit și în consecință de putere, ceea ce a condus la subordonarea acesteia turcilor și la debutul declinului Țării Moldovei.

## Evoluție
Datorită rutelor Drumului Moldovenesc, porturile Cetatea Albă și Chilia au devenit debușee la Marea Neagră ale Ligii Hanseatice, situată în nord-vestul Europei.

### Decăderea

Raialele turcești din zona Principatelor Române (secolele XVII-XVIII)

Odată cu închiderea ieșirilor la mare în 1484 activitatea comercială în Moldova a stagnat și rolul comercial al Chiliei a fost preluat în principal de Galați, precum și de Reni (Tomarova), Pe măsură ce Chilia și Cetatea Albă au intrat în declin, traseul moldovenesc s-a deplasat treptat spre vest. Au apărut astfel centre comerciale mai noi și Galațiul a devenit un centru de convergență spre care s-a reorientat fluxul comercial al celor două variante ale Drumului Moldovenesc care porneau din Suceava, în timp ce Chilia și Cetatea Albă au căpătat mai degrabă caracter de garnizoane militare.
Cu timpul, Galațiul a rămas singurul port disponibil al principatului.  Astfel, în campania din 1538, sub conducerea lui Soliman I otomanii au ocupat și Tighina care, rămăsese cel mai important vad la Nistru al Moldovei și pe unde trecea vechiul drum comercial de legătură cu zona locuită de tătari. Mai târziu, sub domnia lui Alexandru Lăpușneanu rolul de vamă al Tighinei a fost preluat de Lăpușna. În 1622 a fost pierdut și Reniul în favoarea turcilor, iar în 1712 a fost pierdut și Hotinul.

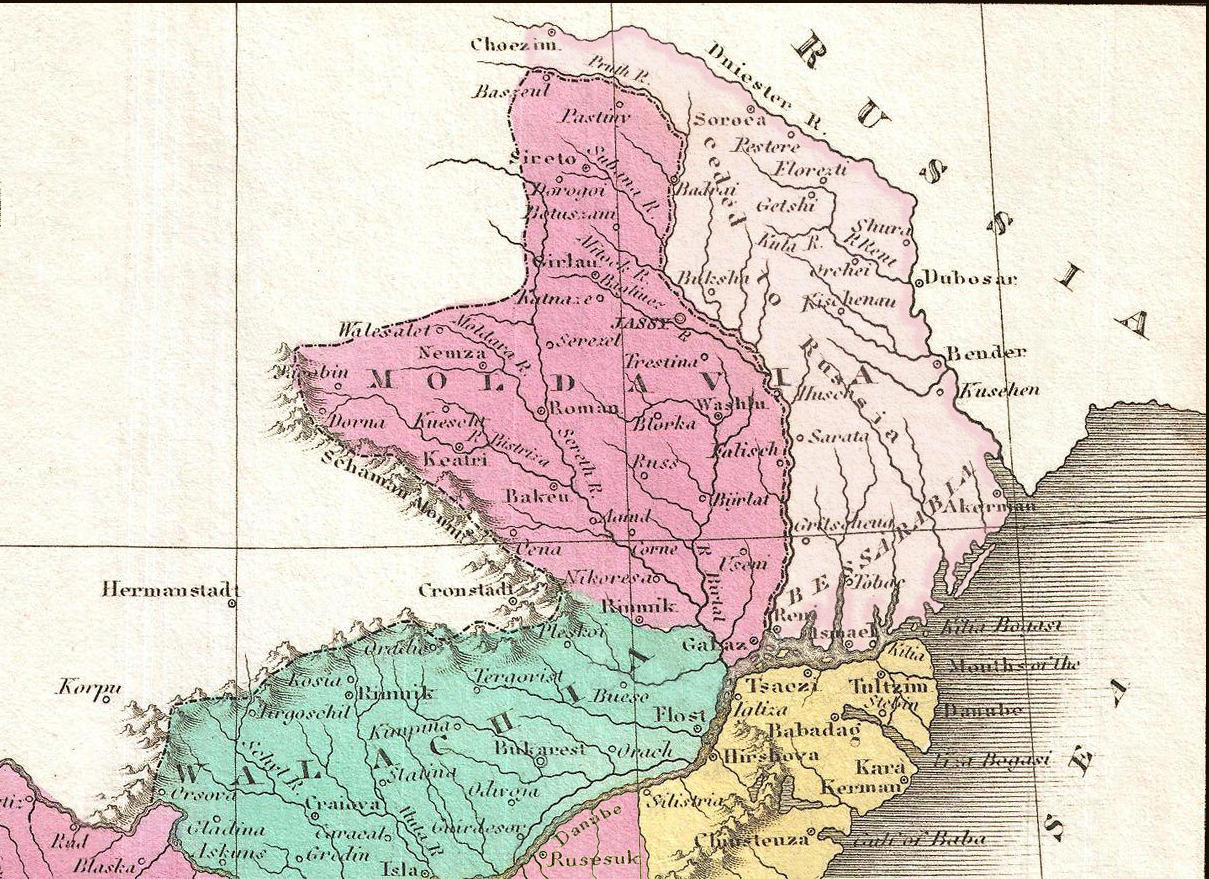
Principatul Moldovei în atlasul american al lui Anthony Finley (1827)

Controlat o perioadă îndelungată de statul polonez în cea mai mare parte, excepția fiind reprezentată de extremitatea ponto-danubiană aflată sub controlul Imperiului Otoman, la sfâșitul secolului al XVIII-lea traseul ponto-baltic a ajuns controlat în mod fragmentar de către Prusia, Imperiul Habsburgic, Imperiul Rus și Imperiul Otoman, ceea ce a condus la scăderea importanței sale, iar sfârșitul secolului al XVIII-lea și începutul secolului al XIX-lea au adus  destructurarea rețelei medievale a Drumului Moldovenesc. Drept efect al intereselor exprimate manu militari de către Monarhia Habsburgică și Imperiul Rus zona central-estică a Moldovei a devenit teatru de operații militare, importanța unora dintre drumuri s-a redus și relațiile au fost limitate de o parte și de alta a noilor frontiere impuse Principatului Moldovei la 1775 și în 1812. Nodurile rutiere anterioare au căpătat mai mult un statut de etape ale unor drumuri de rang inferior care, au ajuns să depindă de marile rute care și-au conservat statutul transcontinental.
Astfel, în nord-vestul Moldovei Bucovina a fost ocupată de austrieci la 1775, aceștia fiind interesați mai întâi de crearea unei legături între Transilvania și Galiția prin Bistrița–Vatra Dornei–Câmpulung–Suceava–Cernăuți–Sniatin și mai apoi de crearea unei legături spre Muntenia prin valea Siretului. În timp ce Habsburgii au amenajat drumuri de poștă în vestul Moldovei, Imperiul Țarist, având ca țintă Constantinopolul, fost interesat în principal de debușele dunărene ale vechilor drumuri.

### Epilogul
Marele Drum Moldovenesc a fost astfel atras spre valea Siretului și în zona Carpaților de Curbură a fost deviat spre București, iar varianta dintre Prut și Nistru (Botoșani–Iași–Tecuci–Galați) a scăzut în importanță. Redus la ceva mai mult de o treime, Principatul Moldovenesc a mai avut acces la doar un singur port (Galați), situat la Dunăre și poziționat periferic. Acesta trebuie să dreneze practic într-un singur sens și de unul singur mărfurile, astfel că prețul transportului a devenit mai ridicat și a provocat prin aceasta izolarea unor zone. Ca și consecință, prețului ridicat al deplasării mărfurilor obliga populația din arealele precum nordul Moldovei să transforme producția cerealieră în alcool, atât timp cât, de exemplu, era mai ieftin să transporți mărfuri din porturile engleze până la Galați decât de la Dorohoi la Galați.
De abia după 1829, în perioada Regulamentară, s-a pus din nou problema îmbunătățirii căilor de transport, dar ameliorările care au avut loc până la 1859 au avut sarcina de a ușura transportul efectivelor militare pe traseele utilizate de Armata Imperială Rusă